# 1,2-eliminatie
1,2-eliminatie ofwel β-eliminatie is een eliminatiereactie waarbij twee naburige C-atomen een groep verliezen en waarbij een extra binding tussen die C-atomen wordt gevormd. Zie het volgende schema. 
In welke vorm X en Y vrijkomen hangt af van het specifieke geval. De 1,2-eliminatie is het tegengestelde van een additiereactie.

## Voorbeelden van 1,2-eliminatie
De omzetting van 1-chloorpropaan tot 2-propanol is een voorbeeld van een dehydrohalogenering.
Bij deze reactie is een base nodig. Het hydroxide-ion dat hier als base optreedt, kan ook als nucleofiel deeltje dienen. Een substitutiereactie waarbij 1-propanol ontstaat, kan dan als nevenreactie optreden.
Cyclohexeen ontstaat bij een door zuur gekatalyseerde dehydratatie van cyclohexanol.

## Reactiemechanismen van 1,2-eliminatie
Reactiemechanismen die bij 1,2-eliminatie worden onderscheiden zijn:
- E1-eliminatie
- E1cB-eliminatie
- E2-eliminatie